# Muzeum anatolských civilizací
Muzeum anatolských civilizací (turecky: Anadolu Medeniyetleri Müzesi) je muzeum v tureckém hlavním městě Ankara. Na počátku dějin muzea bylo přání zakladatele státu Mustafy Kemala Atatürka vytvořit chetitské muzeum. Ministerstvo kultury za tím účelem zakoupilo starý bazar Bedesten a karavanovou stanici Kurşunlu Han (obě instituce ve středověku vybudoval velkovezír Rum Mehmed Paša). Obě budovy chátraly od požáru v roce 1881. Po dokončení přestavby a oprav, během nichž byly obě budovy propojeny, a jež trvaly 30 let (1938–1968), byla budova otevřena veřejnosti jako Ankarské archeologické muzeum. Muzeum má nakonec širší záběr, než byla původní Atatürkova vize, a věnuje se všem starověkým kulturám, které se rozvíjely na území dnešního Turecka od neolitu, tedy asyrské, chetitské, frygické, urartské, starořecké, helénistické, starořímské, byzantské, seldžucké i raně osmanské. K dispozici je rozsáhlá sbírka artefaktů z vykopávek v jeskyni Karain, Göbekli Tepe, Çatal Hüyük, Boğazköy (Gordion) aj. Nejstarší exponáty pocházejí z druhé poloviny 1. tisíciletí před naším letopočtem. K cennostem patří například soška Bohyně Matky z Çatal Hüyüku, přes 20 000 hliněných tabulek popsaných asyrským klínovým písmem, bronzová deska v akkadském písmu zaslaná egyptskou královnou Nefertari (manželkou Ramesse II.) chetitské královně Puduḫepě (manželce Ḫattušiliho III.) nalezená v Gordionu nebo hrob frýgského krále Midase.